# Smith Spring Trail
Le Smith Spring Trail est un sentier de randonnée américain dans le comté de Culberson, au Texas. Boucle longue de 2,3 milles au départ du ranch Frijole, il est entièrement situé au sein du parc national des Guadalupe Mountains et pour une petite partie, au nord, dans la Guadalupe Mountains Wilderness. Il dessert notamment la source dite Manzanita Spring ainsi donc que la Smith Spring.